# Tiporus
Tiporus là một chi bọ cánh cứng trong họ Dytiscidae.
Chi này được Watts miêu tả khoa học năm 1985.

## Các loài
Các loài trong chi này gồm:
- Tiporus alastairi (Watts, 1978)
- Tiporus centralis (Watts, 1978)
- Tiporus collaris (Hope, 1841)
- Tiporus denticulatus (Watts, 1978)
- Tiporus georginae Watts, 2000
- Tiporus giuliani (Watts, 1978)
- Tiporus josepheni (Watts, 1978)
- Tiporus lachlani Watts, 2000
- Tiporus moriartyensis Watts, 2000
- Tiporus tambreyi (Watts, 1978)
- Tiporus undecimmaculatus (Clark, 1862)